# 혼인적령
혼인적령(婚姻適齡, marriageable age)은 법적으로 유효하게 혼인할 수 있는 나이를 말한다. 혼인적령을 규정하는 근본적인 이유는 아동의 조혼(早婚)을 막기 위해서이다.
유엔 아동의 권리에 관한 협약은 만 15세 미만의 소년병을 금지하고  국제형사재판소에 관한 로마규정에서는 이를 전쟁 범죄로 규정하고 있으나, 조혼을 금지하는 국제 협약은 없다. 전 세계 개발도상국의 만 18세 미만인 여성 중 약 3분의 1이 결혼을 강요당하고 있으며, 미국도 일부 주에서 법률 미비로 인해 만 16세 미만인 여성의 조혼이 극소수 사례지만 행해지고 있다.

## 역사
조선시대의 《경국대전》에서는 혼인적령을 세는나이로 남자 15살 이상, 여자 14살 이상으로 정하였다. 그러나, 당시의 혼인은 당사자의 아버지 등 혼주(婚主)들의 일방적 합의로 이루어진 11살~13살 사이의 조혼(早婚)이 적지 않았다. 조혼은 혼인 당사자의 의사와 무관한 강제혼(強制婚)이었기 때문에 가정폭력, 재가금지에 따른 청상과부 문제와 과부보쌈, 남성의 축첩(蓄妾) 등 여러 사회적 문제를 야기하는 주요한 원인이 되었다.
1894년 갑오개혁 당시 음력 6월 28일 군국기무처의 의안으로 "남녀간의 조혼을 엄금하며, 남자는 20살, 여자는 16살 이상이어야 혼인을 허(許)한다."는 규정이 포함되어 다음 달인 음력 7월 30일 공포되었으나 제대로 시행되지 않았고, 1907년 8월 17일에는 일본 민법(1898년부터 시행)을 본떠 "남자 만 17세 이상, 여자 만 15세 이상이 되어야 혼인할 수 있다."는 칙령이 공포되었다.
1922년 일제는 조선민사령을 개정하여 1923년 7월 1일부터 관습혼을 부인하고 신고혼(申告婚) 제도를 시행하여 조혼의 법적 효력을 부인하였다. 이후 대한민국은 민법을 제정하면서 1960년 1월 1일부터 혼인적령을 한 살씩 올려 "남자 만 18세 이상, 여자 만 16세 이상"으로 정해 시행하였지만 실제로는 달라진것이 없었다. 2007년 12월 21일부터 혼인적령을 남녀 모두 만 18세 이상으로 통일하였다.

## 관련 조문
제807조(혼인적령) 만 18세가 된 사람은 혼인할 수 있다.

제808조(동의가 필요한 혼인) ① 미성년자가 혼인을 하는 경우에는 부모의 동의를 받아야 하며, 부모 중 한쪽이 동의권을 행사할 수 없을 때에는 다른 한쪽의 동의를 받아야 하고, 부모가 모두 동의권을 행사할 수 없을 때에는 미성년후견인의 동의를 받아야 한다.— 민법

## 각국의 혼인적령
| 국명                   | 남자 | 여자 | 비고 |
| ---------------------- | ---- | ---- | --- |
| 대한민국               | 18세 | 18세 | 19세 미만의 사람은 부모 또는 후견인의 동의를 받아야 혼인할 수 있다.                                                |
| 일본                   | 18세 | 18세 | |
| 중화민국               | 18세 | 18세 | |
| 조선민주주의인민공화국 | 18세 | 17세 | |
| 중국                   | 22세 | 20세 | |
| 베트남                 | 20세 | 18세 | |
| 독일, 영국             | 18세 | 18세 | 영국 중 스코틀랜드는 16세                                                                                          |
| 미국, 캐나다           | 18세 | 18세 | 대부분 주(州)에 16세 이상 18세 미만의 사람은 부모의 동의나 법원의 허가를 받으면 혼인할 수 있다는 예외 규정이 있다. |
| 프랑스, 호주, 뉴질랜드 | 18세 | 18세 | 16세 이상 18세 미만의 사람은 부모의 동의와 법원의 허가를 받으면 혼인할 수 있다는 예외 규정이 있다.                 |
| 로마가톨릭 교회법      | 16세 | 14세 | 혼인적령에 미달하는 혼인은 무효이며, 국법상의 혼인적령이 이보다 높거나 추가 요건이 있으면 그에 따라야 한다.        |

## 같이 보기
- 혼인
- 성교 동의 연령
- 음주 연령
- 아이샤
- 리나 메디나
- 아동 결혼